# Justitia
Justitia là một chi tôm trong họ Tôm rồng trong đó có Nupalirus, Justitia
- Justitia longimanus (H. Milne-Edwards, 1837) – đến nay

- Justitia longimanus longimanus (H. Milne-Edwards, 1837) – Phía Tây Đại Tây Dương
- Justitia longimanus mauritiana (Miers, 1882) – Ấn Độ Dương-Thái Bình Dương

- † Justitia desmaresti (Massalongo, 1854) – Hậu Ypresian tới sớm Lutetian, Monte Bolca, Italy [3]
- † Justitia vicetina Beschin et al., 2001 – Trung Lutetian, Chiampo, Vicenza, Italy [3]